# Prunus arborea
Prunus arborea — вид рослин родини розоцвітих. Зустрічається в Індонезії, Малайзії, Сінгапурі та Таїланді.

## Різновиди
Визнано шість різновидів:
- Prunus arborea var. alticola Калкман — Борнео, Сулавесі та Суматра
- Prunus arborea var. деревовидна — Малезія і Нова Гвінея
- Prunus arborea var. densa (Король) Калкман — півострів Малайзія та Нова Гвінея
- Prunus arborea var. Монтана (Hook.f.) Kalkman — Східні Гімалаї та Індокитай до південного Китаю
- Prunus arborea var. робуста (Koord. & Valeton) Калкман — Ява та Малі Зондські острови
- Prunus arborea var. прилистникові (Король) Калкман — Борнео, півострів Малайзія, Суматра та В'єтнам